# Lớp kề

G là nhóm (ℤ/8ℤ, +), tức là tập các số nguyên mô đun 8 dưới phép cộng.Nhóm con H chỉ chứa 0 và 4. Có bốn lớp kề của H: chính H, 1 + H, 2 + H, và 3 + H (viết dùng ký hiệu phép cộng vì đây là nhóm cộng). Chúng cùng nhau phân hoạch tập G thành các tập có kích thước như nhau và không giao nhau. Chỉ số [G : H] bằng 4.

Trong toán học, đặc biệt là trong lý thuyết nhóm, nhóm con H của nhóm G có thể dùng để tách tập của nhóm G thành các tập hợp con không giao nhau và có kích thước bằng nhau được gọi là lớp kề (hay còn gọi là lớp ghép). Có hai loại lớp là lớp kề trái và lớp kề phải. Các lớp kề (cả trái và phải) đều có cùng số phần tử (lực lượng) với H. Hơn nữa, H còn vừa là lớp kề trái vừa là lớp kề phải của chính nó. Số các lớp kề trái của H trong G bằng với số các lớp kề phải của H trong G.Giá trị này được gọi là chỉ số của H trong G và thường được ký hiệu là [G : H].
Lớp kề là một trong những công cụ cơ bản để nghiên cứu lý thuyết nhóm; ví dụ chẳng hạn, nó đóng vai trò quan trọng định lý Lagrange phát biểu rằng cho bất kỳ nhóm hữu hạn G và bất kỳ nhóm con H của G, số phần tử của G chia hết cho số phần tử của H. Lớp kề của một loại nhóm đặc biệt (nhóm con chuẩn tắc) có thể dùng làm phần tử của một nhóm khác được gọi là nhóm thương (hay còn gọi là nhóm nhân tử). Lớp kề còn xuất hiện trong các nhánh khác của toán học như không gian vectơ và mã sửa lỗi.

## Định nghĩa
Gọi H là nhóm con của nhóm G có phép toán được viết theo phép nhân (đứng kề nhau). Cho phần tử g thuộc G, các lớp kề trái của H trong G là các tập thu được bằng cách nhân từng phần tử thuộc H bằng một phần tử cố định g thuộc G (ở đây g là nhân tử trái). VIết bằng ký hiệu như sau:,
Các lớp kề phải được định nghĩa tương tựa, chỉ thay ở chỗ g bây giờ là nhân tử phải, có nghĩa là,
Bởi g là giá trị tùy ý trong nhóm, nên sẽ dễ bị lầm tưởng rằng sẽ có nhiều lớp kề (trái hoặc phải) được sinh ra. Song, qua chứng minh, ta nhận ra bất kỳ hai lớp kề trái (hoặc tương ứng hai lớp kề phải) hoặc không giao nhau hoặc bằng nhau.
Nếu phép toán nhóm viết bằng phép cộng thì có thể đổi ký hiệu ở trên thành g + H hoặc H + g, tương ứng.

### Ví dụ đầu
Gọi G là nhóm nhị diện cấp 6. Các phần tử của nó được biểu diễn bởi tập {I, a, a2, b, ab, a2b}. Trong nhóm này, a3 = b2 = I và ba = a2b. Bằng này đủ thông tin để điền toàn bộ bảng Cayley:
| ∗   | I   | a   | a2  | b   | ab  | a2b |
| --- | --- | --- | --- | --- | --- | --- |
| I   | I   | a   | a2  | b   | ab  | a2b |
| a   | a   | a2  | I   | ab  | a2b | b   |
| a2  | a2  | I   | a   | a2b | b   | ab  |
| b   | b   | a2b | ab  | I   | a2  | a   |
| ab  | ab  | b   | a2b | a   | I   | a2  |
| a2b | a2b | ab  | b   | a2  | a   | I   |

Gọi T là nhóm con {I, b}. Các lớp kề trái (phân biệt) của T là:
- IT = T = {I, b},
- aT = {a, ab}, và
- a2T = {a2, a2b}.

Bởi tất cả phần tử của G đều đã có xuất hiện trong một trong các lớp kề này. Nên dù có sinh thêm cũng sẽ không tạo ra thêm lớp kề mới, bởi lớp kề mới sẽ có một phần tử chung với một trong các lớp kề này và do đó bằng với lớp kề đó. Ví dụ chẳng hạn, abT = {ab, a} = aT.
Các lớp kề phải của T là:
- TI = T = {I, b},
- Ta = {a, ba} = {a, a2b} , và
- Ta2 = {a2, ba2} = {a2, ab}.

Trong ví dụ này, ngoại trừ T ra, không có lớp kề trái nào đồng thời là lớp kề phải cả.
Gọi H là nhóm con {I, a, a2}. Các lớp kề trái của H là IH = H và bH = {b, ba, ba2}. Các lớp kề phải của H là HI = H và Hb = {b, ab, a2b} = {b, ba2, ba}. Trong trường hợp này, mọi lớp kề trái của H cũng là lớp kề phải của H.
Gọi H là nhóm con của G và ta giả sử rằng g1, g2 ∈ G. Khi đó, các mệnh đề sau tương đương với nhau:
- g1H = g2H
- Hg1−1 = Hg2−1
- g1H ⊂ g2H
- g2 ∈ g1H
- g1−1g2 ∈ H

## Các tính chất
Tính chất không giao nhau của các lớp kề được chứng minh từ ý tưởng rằng nếu x thuộc gH thì gH = xH. Thật vậy, nếu x ∈ gH thì phải tồn tại a ∈ H sao cho ga = x. Do đó xH = (ga)H = g(aH). Song, vì H là một nhóm nên phép nhân trái bởi a là song ánh và aH = H.
Do vậy mỗi phần tử thuộc G chỉ nằm trong duy nhất một lớp kề trái của nhóm con H, và H cũng là lớp kề trái của chính nó (đồng thời là lớp kề chứa phần tử đơn vị).
Từ đây ta có thể định nghĩa quan hệ tương đương "cùng một lớp kề trái" giữa hai phần tử trong nhóm. Nói rõ ra là, cho phần tử x và y của G, và gọi chúng là tương đương nhau tương ứng với nhóm con H khi xH = yH (hoặc khi x−1y thuộc H). Các lớp tương đương của quan hệ này các lớp kề trái của H. Giống như mọi tập các lớp tương đương, các lớp tương đương này phân hoạch tập của nhóm G.  Đại diện lớp kề là phần tử đại diện theo nghĩa lớp tương đương. Tập các phần tử đại diện của tất cả các lớp kề được gọi là đường ngang (transversal). Có một số loại quan hệ tương đương khác trong nhóm, ví dụ như liên hợp chẳng hạn, song những phần như vậy sẽ không được đề cập dưới đây vì chúng tạo các lớp tương đương hoàn toàn khác biệt với lớp kề.
Các nội dung ở trên áp dụng tương tự với lớp kề phải.
Nếu G là nhóm giao hoán, thì g + H = H + g với bất kỳ nhóm con H của G và mọi phần tử g thuộc G. Ngoài ra, cho phần tử g và nhóm con H của G, lớp kề phải của H tương ứng với g đồng thời là lớp kè trái của nhóm con liên hợp g−1Hg tương ứng với g, tức là, Hg = g(g−1Hg).

### Nhóm con chuẩn tắc
Nhóm con N của G được gọi là nhóm con chuẩn tắc của G khi và chỉ khi với tất cả các phần tử g thuộc G, các lớp kề trái và lớp kề phải tương ứng bằng nhau, nghĩa là gN = Ng. Đây là trường hợp của nhóm con H ở ví dụ trên. Hơn nữa, các lớp kề của N trong G lập thành một nhóm được gọi là nhóm thương hay nhóm nhân tử G/N.
Nếu H không chuẩn tắc trong G, thì các tập các lớp kề trái của nó khác với tập các lớp kề phải. Nghĩa là, tồn tại phần tử a thuộc G sao cho không có phần tử b thỏa mãn aH = Hb. Điều này có nghĩa phân hoạch của G thành các lớp kề trái của H khác hoàn toàn với phân hoạch của G thành các lớp kề phải của H. Nhóm con T ở ví dụ trên minh họa cho điều này. (Một số lớp kề có thể trùng nhau. Ví dụ chẳng hạn, khi a nằm trong tâm của G, thì aH = Ha.)
Mặt khác, nếu nhóm con N là nhóm con chuẩn tắc, thì tập các lớp kề tạo thành một nhóm được gọi là nhóm thương G / N cùng với phép toán ∗ được định nghĩa (aN) ∗ (bN) = abN. Khi này mọi lớp kề trái cũng là lớp kề phải nên không cần phải phân biệt giữa "lớp kề trái" và "lớp kề phải".

### Chỉ số của nhóm con
Mọi lớp kề (trái hoặc phải) của H đều có cùng số phần tử (hoặc có cùng lực lượng trong trường hợp H vô hạn) với H. Hơn nữa, số lớp kề trái còn bằng số lớp kề phải, và số lượng này được gọi là chỉ số của H trong G, ký hiệu là [G : H]. Định lý Lagrange cho phép ta tính giá trị chỉ số khi cả G và H đều hữu hạn:
{\displaystyle |G|=[G:H]|H|.}Phương trình này vẫn đúng khi có nhóm vô hạn, song ý nghĩa của nó có thể chưa rõ (chẳng hạn như,nhóm G và H có thể vô hạn nhưng chỉ số của nhóm H có thể hữu hạn, như ở ví dụ số nguyên dưới đây)

## Các ví dụ khác

### Số nguyên
Gọi G là nhóm cộng của các số nguyên, Z = ({..., −2, −1, 0, 1, 2, ...}, +) và H là nhóm con (3Z, +) = ({..., −6, −3, 0, 3, 6, ...}, +). Khi đó các lớp kề của H trong G là ba tập hợp 3Z, 3Z + 1, và 3Z + 2, và 3Z + a = {..., −6 + a, −3 + a, a, 3 + a, 6 + a, ...}. Ba tập hợp này phân hoạch tập Z, nên không có lớp kề phải nào khác của H. Do tính giao hoán của phép cộng nên H + 1 = 1 + H và H + 2 = 2 + H. Nghĩa là mọi lớp kề trái của H cũng là lớp kề phải, do vậy H là nhóm con chuẩn tắc. (ta có thể dùng cách luận này để chứng minh mọi nhóm con của nhóm giao hoán đều chuẩn tắc)
Ví dụ này có thể tổng quát hóa thành như sau. Cho G vẫn là nhóm cộng các số nguyên, Z = ({..., −2, −1, 0, 1, 2, ...}, +), và giờ gọi H  là nhóm con (mZ, +) = ({..., −2m, −m, 0, m, 2m, ...}, +), trong đó m là số nguyên dương. Khi đó các lớp kề của H trong G là m tập hợp mZ, mZ + 1, ..., mZ + (m − 1), trong đó mZ + a = {..., −2m+a, −m+a, a, m+a, 2m+a, ...}. Không có nhiều hơn m lớp kề, bởi vì mZ + m = m(Z + 1) = mZ. Lớp kề (mZ + a, +) là lớp đồng dư của a modulo m. Nhóm con mZ chuẩn tắc trong Z, do vật có thể lập thành nhóm thương Z/mZ, nhóm các số nguyên modulo m.

### Vectơ
Một ví dụ khác đến từ lý thuyết của các không gian vectơ. Các phần tử (vectơ) của không gian vectơ tạo thành nhóm giao hoán dưới phép cộng vectơ. Các không gian con của không gian vectơ là các tập con của nhóm này. Cho không gian vectơ V, không gian con W, và một vectơ cố định a trong V, các tập hợp
{\displaystyle \{\mathbf {x} \in V\mid \mathbf {x} =\mathbf {a} +\mathbf {w} ,\mathbf {w} \in W\}}
được gọi là không gian affin, và là lớp kề (cả trái và phải, bởi nhóm có giao hoán). Khi nói theo các vectơ 3 chiều trong hinh học, các không gian affin này được gọi được gọi là các "đường" hoặc "mặt phẳng" song song với không gian con là đường hoặc mặt phẳng tương ứng đi qua gốc tọa độ. Lấy ví dụ, xét mặt phẳng R2. Nếu m là đường thẳng đi qua gốc tọa độ O, thì m là nhóm con của nhóm abel R2. Nếu P nằm trong R2, thì lớp kề P + m là đường m′ song song với m và chạy qua P.

### Ma trận
Gọi G là nhóm nhân các ma trận vuông sau,
{\displaystyle G=\left\{{\begin{bmatrix}a&0\\b&1\end{bmatrix}}\colon a,b\in \mathbb {R} ,a\neq 0\right\},}
và nhóm con H của G,
{\displaystyle H=\left\{{\begin{bmatrix}1&0\\c&1\end{bmatrix}}\colon c\in \mathbb {R} \right\}.}
Cho một phần tử cố định thuộc G, xét lớp kề trái
{\displaystyle {\begin{aligned}{\begin{bmatrix}a&0\\b&1\end{bmatrix}}H=&~\left\{{\begin{bmatrix}a&0\\b&1\end{bmatrix}}{\begin{bmatrix}1&0\\c&1\end{bmatrix}}\colon c\in \mathbb {R} \right\}\\=&~\left\{{\begin{bmatrix}a&0\\b+c&1\end{bmatrix}}\colon c\in \mathbb {R} \right\}\\=&~\left\{{\begin{bmatrix}a&0\\d&1\end{bmatrix}}\colon d\in \mathbb {R} \right\}.\end{aligned}}}
Nghĩa là, các lớp kề trái chứa tất cả các ma trận trong G có cùng phần tử góc trên bên trái. Nhóm con H chuẩn tắc trong G, nhưng nhóm con sau
{\displaystyle T=\left\{{\begin{bmatrix}a&0\\0&1\end{bmatrix}}\colon a\in \mathbb {R} -\{0\}\right\}}
thì không chuẩn tắc trong G.

## Quỹ đạo của tác động nhóm
Nhóm con H của nhóm G có thể dùng để định nghĩa tác động của H trên G theo hai cách tự nhiên sau. Tác động phải, G × H → G cho bởi (g, h) → gh hoặc tác động trái, H × G → G cho bởi (h, g) → hg. Quỹ đạo của g dưới tác động phải là lớp kề trái gH, trong khi quỹ đạo dưới tác động trái là lớp kề phải Hg.

## Lịch sử
Khái niệm của lớp kề đã có từ các bài của Galois năm 1830–31. Ông giới thiệu ký hiệu mới nhưng chưa đưa ra cái tên cho khái niệm. Thuật ngữ "co-set" (coset, tức lớp kề) xuất hiện ban đầu vào năm 1910 trong bài viết của G. A. Miller trong tạp chí Quarterly Journal of Mathematics (vol. 41, tr. 382). Có nhiều tên gọi được dùng khác bao gồm cả tiếng Đức Nebengruppen (Weber) và nhóm liên hợp (Burnside).
Galois lúc đó đang giải bài toán quyết định xem liệu một phương trình đa thức có thể giải bằng căn được không. Một trong những công cụ ông phát triển thành công là nhờ để ý nhóm con H của các nhóm phép thế G cảm sinh ra hai phân tích của G (nay ta gọi đó là lớp kề trái và lớp kề phải). Nếu hai phép phân tích tương đồng nhau, tức là nếu các lớp kề trái giống các lớp kề phải, thì có cách để rút gọn bài toán về với H thay vì G. Camille Jordan trong lúc dẫn giải các công trình của Galois năm 1865 và 1869, đã dựng lên ý tưởng lớp kề và định nghĩa các nhóm con chuẩn tắc như ta có ngày nay, mặc dù ông không dùng thuật ngữ đó.
Mặc dù cách gọi lớp kề gH là lớp kề trái của g tương ứng với H, là cách gọi hay gặp ngày nay, vào thời gian lúc đó nó vẫn chưa được phổ quát. Ví dụ chẳng hạn, Hall (1959) vẫn gọi gH lớp kề phải, nhấn mạnh vị trí của nhóm con nằm ở bên phải.

## Ứng dụng từ lý thuyết mã hóa
Mã nhị phân tuyến tính là không gian con n chiều C của không gian vectơ m chiều V trên trường nhị phân GF(2). BỞi V là nhóm cộng giao hoán, C là nhóm con của nhóm này. Ta dùng mã để sửa sai các lỗi có thể xảy ra khi truyền thông tin. Khi từ mã (một phần tử thuộc C) được truyền đi, một số bit của nó thể bị đổi quá trình chuyển, khi đó nhiệm vụ của bên nhận là phải xác định tốt nhất từ mã gốc từ từ mã nhận được. Thủ tục này được gọi là giải mã nếu số lỗi được tạo ra rất ít trong quá trình truyền tin, khi đó toàn bộ thủ tục sẽ được thực hiện với rất ít sai sót, Một phương pháp cho giải mãbbao gồm sắp xếp các phần tử của V (từ nhận được là phần tử bất kỳ của V) thành mảng tiêu chuẩn. Mảng tiêu chuẩn là phân tích các lớp kề của V thành dạng bảng theo một cách nào đó. Thường là, hàng đầu tiên của mảng chứa các phần tử của C, thứ tự thì có thể viết tùy ý, song "vectơ không" thì nên được viết trước, sau đó là một phần tử thuộc V chứa tối thiểu số bit 1 không xuất hiện trong hàng được chọn đầu tiên và lớp kề của C chứa phần tử đó được viết thành hàng thứ hai (tức là hàng sau bằng cách lấy tổng phần tử này với mỗi phần tử của C ở ngay trên đó). Phần tử đó được gọi là phần tử dẫn đầu lớp kề, và có thể cần lựa chọn khi xác định nó). Sau đó tiến trình được lặp lại, tiếp tục chọn một vectơ mới có tổi thiểu số bit 1 chưa xuất hiện trước đó làm dẫn đầu lớp kề và lập lớp kề của C chứa nó làm hàng tiếp theo. Quá trình kết thúc khi tất cả các vectơ của V đã được xếp vào tứng lớp kề.
Ví dụ mảng tiêu chuẩn của mã hai chiều C = {00000, 01101, 10110, 11011} trong không gian 5 chiều V (cùng 32 vectơ) là bảng sau:
| 00000 | 01101 | 10110 | 11011 |
| ----- | ----- | ----- | ----- |
| 10000 | 11101 | 00110 | 01011 |
| 01000 | 00101 | 11110 | 10011 |
| 00100 | 01001 | 10010 | 11111 |
| 00010 | 01111 | 10100 | 11001 |
| 00001 | 01100 | 10111 | 11010 |
| 11000 | 10101 | 01110 | 00011 |
| 10001 | 11100 | 00111 | 01010 |

Thủ tục giải mã sẽ tìm từ nhận được trong bảng rồi sau đó cộng với nó với phần tử dẫn đầu lớp kề. Trong các phép nhị phân, phép cộng tương tự với phép trừ cho nên kết quả luôn ra một phần tử của  C. Trong trường hợp các lỗi truyền tin xảy ra ở các vị trí khác không của phần tử dẫn đầu lớp kề thì kết quả thu về được sẽ là từ mã đúng. Trong trường hợp này, nếu chỉ có một lỗi xảy ra thì phương pháp sẽ luôn sửa sai cho nó, bởi tất cả phần tử dẫn đầu lớp kề có một bit 1 đều xuất hiện trong mảng.

## Lớp kề đôi
Cho hai nhóm con, H và K (không nhất thiết phải phân biệt) của nhóm G, lớp kề đôi của H và K trong G là các tập hợp dưới dạng HgK = {hgk : h thuộc H, k thuộc K}. Đây là lớp kề trái của K và là lớp kề phải của H khi H = 1 và K = 1 tương ứng. Lớp kề đôi còn được gọi là lớp ghép đôi.
Lớp kề đôi HxK và HyK hoặc không giao nhau hoặc bằng nhaul. Tập các lớp kề đôi cho H và K cho trước lập thành phân hoạch của G.
Lớp kề đôi HxK chứa đầy đủ lớp kề phải của H (trong G) dưới dạng Hxk, với k thuộc K và đầy đủ lớp kề trái của K (trong G) dưới hxK, với h thuộc H.

## Các ứng dụng khác
- Các lớp kề của Q trong R được dùng để xây các tập hợp Vitali, một loại tập không đo được.
- Lớp kề được dùng để định nghĩa khái niệm chuyển trong lý thuyết nhóm.
- Lớp kề rất quan trọng trong lý thuyết nhóm tính toán. Ví dụ chẳng hạn, Thuật toán Thistlethwaite cho giải khối Rubik dựa chủ yếu vào các lớp kề.
- Trong hình học, dạng Clifford–Klein là không gian lớp kề đôi Γ\G/H, trong đó G là nhóm Lie khả quy,  H là nhóm con đóng, và Γ là nhóm con rời rạc (của G) tác động chân chính và không liên tục trên không gian thuần nhất G/H.